# Stanislav Tichý
Stanislav Tichý (* 7. července 2003) je český lední hokejista hrající na postu útočníka.

## Život
Ve svých mládežnických letech hrál pražskou Kobru. Pro sezónu 2019/2020 se stal členem výběru do 20 let v klubu HK Mladí draci Šumperk, odkud se po jednom roce vrátil zpět do metropole České republiky a počínaje ročníkem 2020/2021 patřil do kádru juniorů místní Slavie. Z tohoto celku v sezóně 2022/2023 hostoval i mezi muži pražské Kobry, a sice v zápase na ledě Vlků z Jablonce nad Nisou (1:5). Pro ročník 2023/2024 se Tichý snažil ve Slavii dostat do výběru mužů.